# Großbrembach
Großbrembach település Németországban, azon belül Türingiában. Lakosainak száma 694 fő (2017. december 31.). Großbrembach Ellersleben, Buttstädt és Krautheim községekkel határos.

## Népesség
A település népességének változása:

| 2017 | 694 |